# Hochschulbewegung in Frankreich (2007–2009)

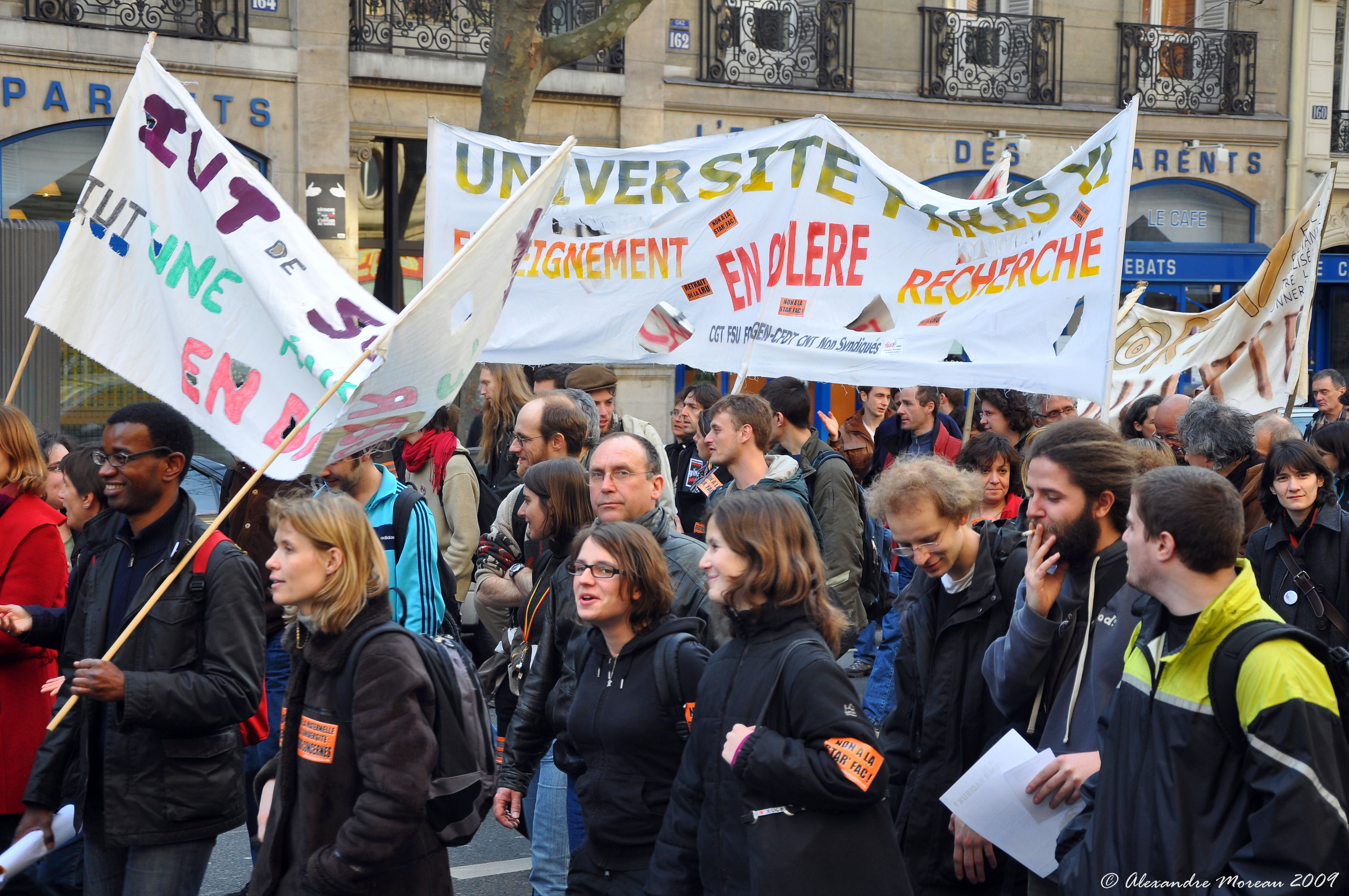
Demonstration am 11. März 2009

Seit der Ernennung von Valérie Pécresse als französische Hochschul- und Forschungsministerin gibt es Spannungen im französischen Hochschulwesen. Zahlreiche Reformentwürfe haben mehrere Protestbewegungen ausgelöst, darunter die von 2009, die längste seit 1968. Diese monatelange Bewegung belastete das politische Klima Frankreichs, auch innerhalb der regierenden UMP-Fraktion, und führte zu einer Infragestellung des Bologna-Prozesses in akademischen Kreisen. Eine ähnliche Bewegung entstand gleichzeitig auch in Spanien.

## Ursprung

### Das LRU-Gesetz
Kurz nach ihrer Ernennung als Ministerin für Forschung und Hochschulwesen kündigte Valérie Pécresse den Anfang einer Reform an, die im Wahlprogramm des neuen Präsidenten Nicolas Sarkozy vorgestellt worden war: Das sogenannte Gesetz für die Freiheit und die Verantwortlichkeit der Universitäten („Liberté et Responsabilité des Universités“), kurz „LRU-Gesetz“ sollte einen radikalen Neuaufbau der französischen Hochschulen ermöglichen.
Das Budget jeder Hochschule sollte nicht mehr vom Ministerium für jedes Ressort einzeln gewährt werden, sondern die Hochschulen sollten ein gesamtes Finanzpaket bekommen, und die akademischen Gremien der Universitäten freie Hand haben, um dieses Geld nach Ressort und nach Projekt zu verteilen. Dabei wurden auch die Regeln für die Wahl zu diesen Gremien verändert, mit der Einführung eines Mehrheitswahlrechts in den beiden Lehrerklassen (Dozenten und Professoren). Der Universitätspräsident sollte auch die Personalverantwortung übernehmen.
Das Ziel des LRU-Gesetzes ist eine Anpassung auf den europäischen und angelsächsischen Standards im Rahmen des Bologna-Prozesses. Durch den Abbau von Bürokratie sollten den Hochschulen mehr Eigeninitiative ermöglicht werden. Das Projekt erlaubte außerdem den Präsidenten, Partnerschaftsverträge mit Privatfirmen zu schließen, und so weitere Forschungsmittel zu mobilisieren. Da aber Nicolas Sarkozy eine drastische Senkung der öffentlichen Ausgaben und den Abbau von Beamtenplanstellen als Grundlagen seiner Finanzpolitik vorgestellt hatte, dachten die Gegner des Projektes, dass dieses Gesetz den Weg frei für eine Vernachlässigung der Unis durch den Staat und sogar für eine Privatisierung freimachen sollte. Die Verachtung, mit der Sarkozy über insbesondere humanistische Studiengänge in seinem Wahlkampf gesprochen hatte, schien diesen Eindruck zu bestätigen, und die Opposition fand ihre Hochburgen an den humanistischen und geisteswissenschaftlichen Fakultäten, die befürchteten, aufgrund ihres Mangels an Rentabilität weitgehend vernachlässigt zu werden. Deshalb sprachen die Gegner von einer „Mischung aus Feudalismus (mit der verstärkten Macht der Hochschulleitung) und Neoliberalismus“. Die Regierung hingegen verteidigte eine „notwendige Modernisierung“.
Die Opposition erhielt aber einen ersten Dämpfer, als die eher sozialdemokratische Studentengewerkschaft Unef dem Gesetzentwurf zustimmte, nachdem die Einführung eines Numerus clausus für die Masterstudiengänge aufgegeben worden war. Das Gesetz wurde im Juli in einer Sondersitzung des Parlaments verabschiedet, und im August (also während der Parlamentsferien) von Nicolas Sarkozy unterzeichnet.
Im Oktober löste sich an mehreren (überwiegend geisteswissenschaftlichen) Unis eine Protestbewegung aus, an die sich die UNEF kurzzeitig anschloss, die aber nach der Ankündigung eines Förderungsplans („Plan Campus“) zerbrach.

### Frühling und Sommer 2008
Der Unmut begann, wieder zu wachsen, als Valérie Pécresse ihren Plan für den Aufbau der Forschung bekanntgab. In Frankreich hat das Centre National de la Recherche Scientifique (CNRS, Nationales Zentrum für Wissenschaftliche Forschung) eine zentrale Rolle in der Forschung. Das CNRS verfügt über seinen eigenen Haushalt, arbeitet aber auch mit den Dozenten und Professoren im Rahmen der „Unités Mixtes de Recherche“ (UMR, Gemeinsame Forschungseinheiten) zusammen. Trotz relativ geringer staatlichen Investitionen erhielt dieses System den weltweit sechsten Platz im Shanghai Ranking (die Hochschulen werden viel schlechter notiert, was zu heftigen Kritiken über die Unparteilichkeit und die Methoden des Rankings in der akademischen Gemeinschaft führte). Die Gründung der Agence nationale de la recherche (ANR, Nationale Forschungsagentur), die Stipendien für besondere Projekte verleihen soll, und die Umstrukturierung des CNRS in verschiedenen spezialisierten Instituten, wiesen auf eine künftige Zersplitterung des Zentrums hin, und weckte Befürchtungen nach einer weiteren Senkung der öffentlichen Mittel, umso mehr als die Ministerin die Förderung von Partnerschaften mit den Betrieben und die Gründung von Sonderlehr- und -forschungsstellen („Chaires d’excellence“) vorschlug. Die Forschungskredite, die von der ANR nicht abhingen, sollten auch gemeinsam mit den anderen Ressorts im Gesamtpaket jeder Uni liegen: Die Macht der Präsidenten und der Mandarine schien also bestätigt, und diese Entwicklung führte zu mehreren Erfolgen für Anti-LRU-Listen bei den Wahlen an den Hochschulgremien im Frühjahr 2008. Das Symbol dieses Unmuts war die Niederlage des amtierenden Präsidenten der (bisher eher als liberalkonservativ betrachteten) Sorbonne-Universität (Paris IV), Jean-Robert Pitte. Der UMP-nahe Geographie-Spezialist wurde von einer linken Koalition abgelöst, unter der Führung seines Vorgängers, dem (linksliberalen) Romanisten Georges Molinié. Im Laufe des Jahres 2008 vervielfachten sich die Erfolge der Anti-LRU-Listen.

### Herbst 2008: die Reformentwürfe über die Lehrerausbildung und den Status der Doktoranden und der Hochschullehrer
In wenigen Wochen wurden drei Reformen vorgestellt, die gemeinsam die latente Krise ausbrechen ließen. Alle Entwürfe waren ohne Verhandlungen oder Gespräche mit Vertretern der akademischen Gemeinschaft vorbereitet worden.
Bildungsminister Xavier Darcos, der damals schon in Schwierigkeiten wegen einer (inzwischen aufgegebenen) gescheiterte Gymnasiumreform geraten war, stellte im Oktober einen Plan vor, der die Ausbildung der Lehrer in den Schulen und Gymnasien betreffen sollte. Bisher waren sie nach einer nationalen Prüfung mit einem Numerus clausus als Staatsbeamte angenommen worden, verbrachten ein Jahr an einem Institut Universitaire de Formation des Maîtres (IUFM, Hochschulinstitut für Lehrerausbildung) mit zahlreichen Praktika, dann wurden sie vollständige Lehrer. Die zwei Prüfungen waren der CAPES (nach einem Bachelor oder öfters einem Jahr Masterstudiengang) und die Agrégation, nach einem Jahr Masterstudiengang und einem zusätzlichen Jahr für die Vorbereitung. Die Agrégés verfügen über Plätze in höheren Klassen, als die Certifiés. Die Mehrheit der Hochschullehrer, besonders in den Geisteswissenschaften, sind ehemalige Agrégés, die dann promoviert haben. Nach der Reform sollte ein „pädagogischer Masterstudiengang“ (Master Enseignement) eingeführt werden. Die Vorbereitung der Prüfung sollte ein Teil des zweiten Jahres sein, das auch Praktika enthalten sollte, damit die Lehrer unmittelbar nach dem Ergebnis der Prüfung eine vollständige Stelle bekommen konnten. Die technische Umsetzung dieses Plans erwies sich allerdings als schwierig, und die Gegner betonten, dass es zu viele Bewerber geben würde, um allen Praktika anbieten zu können. Die fachliche Ausbildung würde sich außerdem verschlechtern, weil die Pädagogikstunden und die Vorbereitung der Prüfung weniger Zeit für die Masterarbeit übrig lassen würden. Die graduierten Studenten, die aber an dem Numerus clausus der Prüfung gescheitert wären, sollten auch „Scharen von prekären Lehrern ohne Status“ bilden, so die Gewerkschafter, die den Entwurf als ein Angriff gegen den Beamtenstatus anprangerten. Die akademische Gemeinschaft wehrte sich schon gegen diesen Entwurf, der das Niveau der französischen Lehrer bedrohe, als Valérie Pécresse ihre eigenen Pläne enthüllte.
Die zwei Entwürfe der Hochschulministerin betreffen den Status der Hochschullehrer und der Doktoranden. Für die Doktoranden soll ein „allgemeiner Promotionsvertrag“ („Contrat doctoral unique“) eingeführt werden. Sonst wäre es unmöglich, an einer französischen Uni zu promovieren. Die Gymnasiallehrer hätten also mehr Schwierigkeiten als heute, Dozenten zu werden. Außerdem enthielt der Entwurf die Möglichkeit, die Doktoranden zu zwingen, zusätzliche Arbeit (etwa Verwaltungsarbeit) zu leisten, ohne weitere Vorteile, während der Vertrag eine Probezeit beinhalten und die Kündigung der Doktoranden durch den Universitätspräsidenten einfacher machen würde.
Der Entwurf über die Hochschullehrer ändert die Verteilung zwischen Forschungs- und Lehrzeit. Bisher gilt die Gleichheit zwischen beiden, aber nach der Reform sollte es für den Universitätspräsidenten einfacher werden, schlechter bewerteten Lehrern mehr Vorlesungsstunden zu geben, und weniger Forschungszeit. Diese Einschätzung der Arbeit der Lehrer würde vom Präsidium abhängen. Mit der Reform der Lehrerausbildung war das eine zweite Abgrenzung zwischen Lehre und Forschung.
Dazu kam noch das Erlebnis der wenigen Hochschulen, die bereits am 1. Januar 2009 den LRU-Status annehmen sollten, und wo die Stellen- und Finanzkürzungen heftige Probleme hervorriefen.

## Die Rede vom 22. Januar 2009 und der Ausbruch des Streikes
Am 22. Januar hielt Nicolas Sarkozy eine Rede für den Physikforscher und jüngsten Nobelpreisträger Albert Fert. Er bezeichnete ihn als eine Ausnahme in der französischen wissenschaftlichen Landschaft, und tadelte die Mehrheit der Forscher, die trotz konsequenter Mittel keine beträchtlichen Ergebnisse erreichten. Er fügte einige spöttische Bemerkungen gegen die Forscher hinzu. Diese Rede wurde als Provokation aufgefasst, und die Ablehnung der Ministerin, ihre Projekte zu revidieren, erhöhte noch die Spannung: die Gewerkschaften der akademischen Gemeinschaft und mehrere Vereine riefen gemeinsam zum Streik auf und forderten ihre Kollegen auf, keine Vorlesungsverzeichnisse für die pädagogischen Masterstudiengängen vor dem Ministeriumstermin am 15. März vorzubereiten.
Am 2. Februar fanden mehrere Generalversammlungen statt, die den Streik beschlossen. Am 9. Februar, dem Eröffnungstag des Sommersemesters an der Sorbonne, fand eine Generalversammlung statt, deren unerwarteter Erfolg zur Eröffnung dreier Hörsäle für die Debatten führte. Schließlich hielten die Präsidenten von acht Universitäten mehrere Reden in dem berühmten Amphithéâtre Richelieu und riefen zum Streik auf, bis zum Rückzug aller Entwürfe und zur Eröffnung allgemeiner Verhandlungen über die Zukunft der Hochschulen. Georges Molinié sprach in seiner Rede von den „gefährlichsten Angriffen auf das französische Lehrsystem seit dem Ende des Vichy-Regimes“.

### Aktionsformen
Seit dem 10. Februar findet jede Woche ein Demonstrationstag statt. Obwohl die Zahlen der Polizei und der Gewerkschaften stark verschieden sind, sprechen Berichte von Journalisten übereinstimmend jedes Mal von mehreren zehntausend Demonstranten. Am 29. Januar und am 19. März beteiligten sich die Forscher, Lehrer und Studenten massiv an den Demonstrationen der beiden Generalstreiks, die bis zu 3 Millionen Menschen auf der Straße versammelten.
Die Unterrichte sind von der Bewegung stark betroffen: Einige Lehrer halten sie im öffentlichen Raum als eine Demonstrationsform, andere streiken überhaupt, weitere arbeiten normalerweise, abgesehen von den Demonstrationstagen. Hie und da ist es auch zu Blockaden gekommen, manchmal wochenlang. Einige Versuche, Orte wie die Sorbonne zu besetzen, sind aber gescheitert: die Demonstranten wurden von der Polizei geräumt.
Eine andere Form der Demonstration ist die Anhäufung von Festen, Konferenzen, Alternativkurse und Aktionen im öffentlichen Raum. Die klassischste Form ist das symbolische Begräbnis der Forschung in einem symbolischen Ort, etwa die Ecole Normale Supérieure. Diese Form ist in den Pariser Unis besonders häufig, vor allem in Paris III und Paris IV (Ein Sorbonne-Festival hat am Ende März tagelang stattgefunden).
Das Symbol der Bewegung ist der Roman Die Prinzessin von Clèves von Madame de la Fayette, einem Roman des französischen 17. Jahrhunderts, der als das Meisterwerk der Galanterie und des Klassizismus gilt, und über den Sarkozy mehrmals gespottet hat, indem er zum Beispiel fragte, dass diese Art Lektüren den Schalterbeamten nichts bringen könnte, und dass bloße „Sadisten und Dummköpfe“ dieses Buch empfehlen konnten. Am 16. Februar lasen Lehrer und Studenten den Roman nacheinander am Panthéon vor. Die Lektüre dauerte 6 Stunden lang.

### Politische Entwicklung
Nach einer Woche begannen mehrere UMP-Abgeordnete, darunter dem Universitätspräsidenten Daniel Fasquelle und Pécresses Vorgänger François Goulard, die Haltung der Ministerin zu kritisieren. Sie wollten den Entwurf über den Status der Hochschullehrer umschreiben, um den Streik zu beenden. Pécresse ernannte zuerst eine Vermittlerin, dann gab sie nach. Diese Entscheidung kam aber zu spät: nur kleine Gewerkschaften beteiligten sich an den Gesprächen, gaben sich mit dem Kompromiss nicht zufrieden und setzten ihre Proteste gegen die anderen Entwürfe statt. In der Zwischenzeit war auch der Zusammenhang zwischen den Hochschullehrer- und Doktoranden-Entwürfen und dem LRU-Gesetz klar geworden, und die Bewegung, selbst ihre gemäßigten Kräfte, forderte nun die Abschaffung des Gesetzes. Kein Teil des Doktoranden-Entwurfes ist noch (April) verändert worden.
Xavier Darcos weigerte er sich seinerseits ab, seinen Plan zu verändern. Seine schroffen Stellungnahmen trugen zur Verschärfung der Opposition bei, sodass er schließlich ein Jahr Frist ankündigte. Die neuen Prüfungen sollen erst im Juni 2011 stattfinden. Aber diese Entscheidung und seine anderen Beschlüsse über die Prüfungen oder die Praktika antworteten nur auf technische Probleme, während die Opposition das Prinzip einer Unterscheidung zwischen Forschungs- und Ausbildungsmasterstudiengänge bestritt, sowie die Abschaffung der IUFM. Die Bewegung setzte sich also noch wochenlang fort. Nach den Osterferien wurde es klar, dass die Regierung nicht aufgeben würde, und bedrohte, den Semester als nullwertig zu betrachten, und dabei die Noten und Prüfungen für ungültig zu halten. Danach kam es allmählich zur Rückkehr in die Unis. Die Streikswelle kam in den verschiedenen Zentren zwischen dem 20. Mai und dem 8. Juni zu Ende. Die Ablehnung der Reformen herrscht aber in der akademischen Gemeinschaft weiterhin fort, und Debatten und Treffen sollen im Sommer stattfinden, um über die Formen der weiteren Handlung zu diskutieren.
Nach der Regierungsumbildung am 23. Juni blieb Valérie Pécresse im Amt, während Xavier Darcos zum Sozialressort wechselte.

## Teilnehmer an der Oppositionsbewegung
Die Bewegung wird von einer Delegiertenversammlung aus den verschiedenen Hochschulen geführt, die Coordination Nationale des Universités.
In dieser Front stehen zwar linke Kräfte, aber auch Zentrums- und Rechtsgruppierungen. Diese Breite ist eine zweite Eigenschaft dieser Bewegung. Die erste ist ihre Dauer. Die Stützen der Bewegung sind :
- die linke Beamtengewerkschaft FSU (Fédération syndicale unitaire) mit ihren Teilgewerkschaften SNESUP (Hochschullehrer), SNCS (Forscher), SNASUB;
- die eher liberalkonservative Hochschullehrergewerkschaft AutonomeSup[26];
- Qualité de la Science Française, ein überparteilicher Verein, der bei den Wahlen manchmal auftritt, und oft als eine Zentrumsgruppierung beschrieben wird[27][28];
- die Erziehungsbranchen der großen Gewerkschaftsbünden : CGT (Confédération Générale du Travail, links. Teilgewerkschaft : FERC-CGT), CFDT (Confédération Française et Démocratique du Travail, linksliberal. Teilgewerkschaft : SGEN-CFDT), UNSA (Union Nationale des Syndicats Autonomes, Zentrum), FO (Force Ouvrière, links);
- Vereine: Sauvons l’Université (Rettet die Hochschulen, SLU), Sauvons la Recherche (Rettet die Forschung, SLR).
- Nobelpreisträger Albert Fert[29] oder die Französische Akademie der Wissenschaften[30] stehen auch unter den Regierungskritikern.